# Boško Budisavljević
Boško Budisavljević, (Split, 15. travnja 1942.), hrvatski arhitekt. Iz plemenite je ličke obitelji Budisavljević, iz onog ogranka obitelji koja je prešla u Podlapači na rimokatoličku vjeru, kada im se predak Lazo B. oženio Marijom pl. Holjevac.

## Životopis
U Zagrebu je završio gimnaziju 1960. i Arhitektonski fakultet 1968. (D. Galić). Od 1969. do 1971. radi u projektnom birou Ingradinvesta u Zagrebu, a 1971. – 73. suradnik je Majstorske radionice D. Galića. Diplomirao je na Ecole des Beaux - Arts u Parizu 1974. Od 1974. do 1976. zaposlen je u Zavodu za urbanizam općine Zabok, 1976. – 78. rukovodi prostornim uređenjem spomen-parka u Kumrovcu. Potom 1979. predaje u Školi primijenjene umjetnosti u Zagrebu, a 1980. – 86. radi na Arhitektonskom fakultetu kao samostalni istraživač (teme stanovanja i urbane obnove). Od 1986. samostalni je arhitekt u Zagrebu, Beogradu i Beču. — Izradio je mikrourbanističke studije Pješakov kilometar (1976.), Vrbici (1977., s R. Miličevićem i R. Mažuranom, nagrada 14. zagrebačkog salona), Grad za rušenje – o sanaciji zagrebačke periferije (1978., s grupom autora), studiju Trnja, Novoga Zagreba i priobalja Save (1981., s grupom autora), studiju za sanaciju i obnovu stambenih zona Zagreba (1982.), Urbanizam bez urbanista – o sanaciji i rehabilitaciji bespravne izgradnje u Prištini (1985.), studiju sanacije stambenih četvrti u Mostaru (1988.). Autor je projekata za stambeni niz u Graetz-Armenvilliersu u Parizu (1973.), programa projektiranja stambene izgradnje u NR Kongu (1985.), detaljnog urbanističkog plana centra Zaboka (1975.), studije za Generalni urbanistički plan Zagreba (1982.) te urbanističkih planova za dijelove Lazarevca, Novoga Sada i Beograda (1986. – 88.). Realizirao je prenosive sklopljive objekte (patent, 1979) i višestambenu zgradu u Kumrovcu (1980). Uspješno sudjelovao na natječajima za spomen-obilježje stote obljetnice Međunarodne unije za telekomunikacije u Ženevi (1965., s M. Ujević, jedna od tri prve nagrade), spomenik Seljačkoj buni u Gornjoj Stubici (1970., s M. Ujević, III nagrada), memorijalni kompleks na Kozari (1970., s M. Ujević, otkupna nagrada), operu u Beogradu (1971, s M. Uzelcem), stambeni objekt u Travnom u Zagrebu (1973, s grupom autora, I nagrada.) i dr. O temama urbanizma, stana i stanovanja, bespravne gradnje, sanacije gradskih područja i sl. objavljuje članke u periodicima, stručnim i znanstvenim publikacijama: Čovjek i prostor (1972., 1978., 1981., 1983.), Arhitektura (1974., 1984.), Komunikacije (1984, 1987), Centar za planiranje urbanog razvoja (1985), Dokumentacija za građevinarstvo i arhitekturu (1985), Književne novine (1985, 1987.), Seminar ISOCARP-a (The International Society of City and Regional Planners, Beograd 1987.). Sudjelovao na izložbi »Izazov« (Zagreb 1971.), izložbama Zagrebačkog salona (od 1976.), beogradskog Salona arhitekture i dr.

## Zanimljivosti
Nikola Tesla je dupli rod Bošku Budisavljević. Bliže srodstvo je preko njegove majke Dane, čija je baka bila Angelina (Tesla) Trbojević, jedna od sestara slavnog znanstvenika. Dalje srodstvo s Nikolom Teslom je preko Boškovog oca, jer je baka Nikole Tesle, Sofija Mandić, djevojački bila Budisavljević. Na isti način, daljeg srodstva, Bošku je rod i Julije Budisavljević, muž Diane Budisavljević, kao i Titova supruga Jovanka Broz. Otac je Srđana Budisavljevića i redateljice Dane Budisavljević čiji je film Dnevnik Diane Budisavljević (2019.) apsolutni pobjednik Pulskog filmskog festivala.

## Djela
- "Pravo slama", (u: Krov nad glavom – ogledi o stambenoj bedi i siromaštvu. Beograd 1985, 121–134).